# Simon Rose
Simon Rose (* um 1955 in London) ist ein britischer Jazz- und Improvisationsmusiker (Baritonsaxophon, Altsaxophon) und Autor.

## Leben und Wirken
Rose studierte zunächst Drama am Dartington College of Arts, die Lehrerausbildung absolvierte er an der University of Exeter. Nachdem er als Schauspiellehrer gearbeitet hatte, erwarb er 2008 den Master of Arts an der Middlesex University; anschließend absolvierte er ein Doktorandenstudium (Abschluss 2013) an der Glasgow Caledonian University. Er unterrichtete Drama und Musik in London, u. a. arbeitete er auch mit Förderschülern.
Als Improvisationsmusiker spielte er seit Mitte der 1990er-Jahre zunächst mit Simon H. Fell und Mark Sanders bzw. Steve Noble in der Formation Badlands. 2007 trat er mit dem London Improvisers Orchestra auf (u. a. mit Lol Coxhill, Steve Beresford, Tony Marsh). In den folgenden  Jahren arbeitete er auch mit Paul Stapleton, Willi Kellers Kjell Nordeson und Pascal Nichols. Unter eigenem Namen spielte er die Soloalben Procession (auf dem Altsaxophon, FMR Records, 2007) und Schmetterling (auf dem Baritonsaxophon, erschienen auf Not Two Records) ein. Im Bereich des Jazz verzeichnet Tom Lord zwischen 1995 und 2016 elf Aufnahmesessions. Rose, der in Berlin lebt, arbeitet gegenwärtig (2019) etwa im Duo mit dem Pianisten Stefan Schultze, mit dem das Album The Ten Thousand Things für das Label Red Toucan entstand, oder mit Nicola Hein.
Rose verfasste Beiträge über Improvisation für die Sammelbände Investigating Musical Performance (Ashgate, 2012), The Act of Musical Composition (Ashgate, 2014) und Organising and Music (Cambridge, 2014). 2017 veröffentlichte er das Buch The Lived Experience of Improvisation in Music, Learning and Life (Intellect Ltd Publication Chicago), das sowohl auf seinen Erfahrungen als Musiker und Lehrer als auch auf einer Analyse von Interviews mit Improvisatoren wie Roscoe Mitchell, Pauline Oliveros und George Lewis aufbaut.

## Diskographische Hinweise
- Simon Rose & Pascal Nichols: Ball Tole (Rayon Records, 2010)
- Deniz Peters & Simon Rose: Edith’s Problem (Leo, 2017)
- Simon Rose / Steve Noble: North Sea Night (Not Two Records, 2019)
- Redox Reaction live at the Petersburg Art Space, Berlin (Confront Recordings, London 2021)